# Старая Татарская Амзя
Старая Татарская Амзя (тат. Иске Әмзә) — деревня в Нурлатском районе Татарстана. Входит в состав Амзинского сельского поселения.

## География
Находится на реке Гарей, в 58 км к северо-западу от города Нурлата.

## История
Основана не позднее 1687 года. До 1920-х годов официально учитывалась как Старая Амзя вместе с деревней Старая Русская Амзя. До 1860-х годов жители относились к сословию государственных крестьян. Занимались земледелием, разведением скота.
В «Списке населенных мест по сведениям 1859 года», изданном в 1866 году, населённый пункт упомянут как казённая деревня Старая Амзя 2-го стана Чистопольского уезда Казанской губернии. Располагалась при речке Амзе, по левую сторону торговой дороги из Чистополя в Самару, в 70 верстах от уездного города Чистополя и в 20 верстах от становой квартиры в казённом пригороде Билярске (Буляре). В деревне в 163 дворах жили 1009 человек (492 мужчины и 517 женщин). Была мечеть.
По сведениям переписи 1897 года, в деревне Старая Амзя Чистопольского уезда Казанской губернии жили 1561 человек (759 мужчин и 802 женщины), из них 592 православных, 969 мусульман.
В начале XX века здесь действовали церковно-приходская школа (была открыта в 1900 г.), кузница, 7 мелочных лавок. В этот период земельный надел сельской общины составлял 1655 десятин. До 1920 года деревня входила в Старо-Альметевскую волость Чистопольского уезда Казанской губернии. С 1920 года в составе Чистопольского кантона ТАССР. С 10.08.1930 в Билярском, с 10.02.1935 в Тельманском, с 16.07.1958 в Билярском, с 01.02.1963 в Октябрьском, с 10.12.1997 в Нурлатском районах.

## Население
Постоянных жителей было в 1782 году — 53 души мужского пола, в 1859 — 1009, в 1897 — 1658, в 1908 — 2031, в 1920 — 1832, в 1926 — 550, в 1938 — 518, в 1949 — 395, в 1958 — 424, в 1970 — 444, в 1979 — 369, в 1989 — 248, в 2002 — 247 (татары 95 %), в 2008 — 208.

## Экономика
Полеводство, молочное скотоводство, овцеводство.

## Инфраструктура
В селе действуют дом культуры, фельдшерско-акушерский пункт.